# Pont Kizuna
Pour les articles homonymes, voir Kizuna.

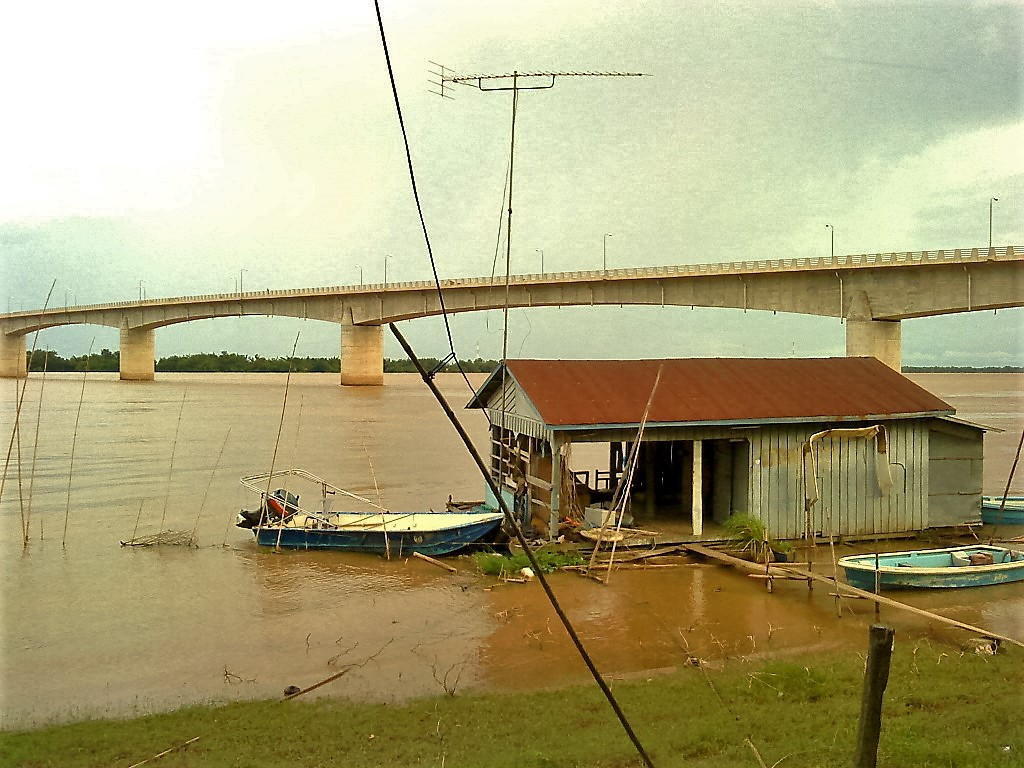
Le pont quand le niveau du Mékong est haut

Depuis 2001, le pont Kizuna permet de franchir le Mékong à Kampong Cham dans la province cambodgienne du même nom.
Il a été construit grâce à un don de 56 million $ du gouvernement japonais.
C'est le premier pont à franchir le Mékong au Cambodge, et c'était aussi le plus long du pays (1500 mètres) jusqu'à la construction du Pont Kaoh Kong près de la frontière thaïlandaise à Koh Kong en 2002.
Le pont Kizuna relie l'est et l'ouest du pays par la route pour la première fois. Les travaux, débutés en 1999, ont duré 3 ans. Il a été estimé que 10 000 personnes ont assisté à l'inauguration